# Leucopogon glacialis
Leucopogon glacialis är en ljungväxtart som beskrevs av John Lindley. Leucopogon glacialis ingår i släktet Leucopogon och familjen ljungväxter. Inga underarter finns listade i Catalogue of Life.